# Clères
Clères est une commune française située dans le département de la Seine-Maritime en région Normandie.

## Géographie

### Description
Clères est située dans le pays de Bray à proximité de Rouen.

### Communes limitrophes
| Le Bocasse    | Grugny | Frichemesnil        |
| Sierville     | Clères | Authieux-Ratiéville |
| Anceaumeville |        | Mont-Cauvaire       |

### Géologie et relief
La superficie de la commune est de 1 136 ha ; son altitude varie entre 63 et 181 m.

### Hydrographie
La commune est située dans le bassin Seine-Normandie. Elle est drainée par la Clérette et un autre petit cours d'eau,.
La Clérette (ou les Clères) est attestée sous les formes fluviolus Clare en 1059, fluvius Clere vers 1060, Clarecte en 1411, au sens évident de « rivière claire ».

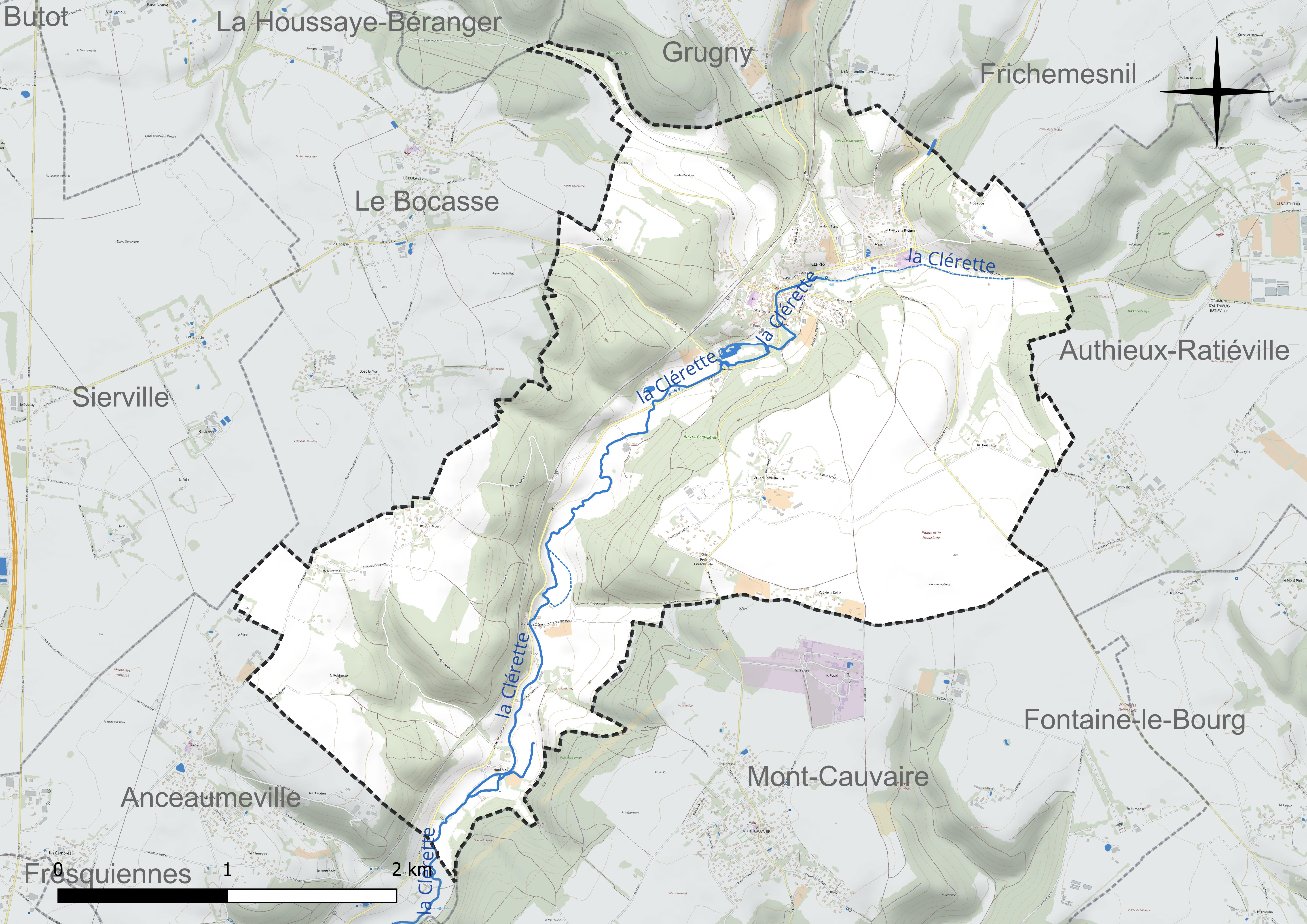
Réseau hydrographique de Clères.

### Climat
Pour des articles plus généraux, voir Climat de la Normandie et Climat de la Seine-Maritime.
En 2010, le climat de la commune est de type climat océanique altéré, selon une étude du CNRS s'appuyant sur une série de données couvrant la période 1971-2000. En 2020, Météo-France publie une typologie des climats de la France métropolitaine dans laquelle la commune est exposée à un climat océanique et est dans la région climatique Côtes de la Manche orientale, caractérisée par un faible ensoleillement (1 550 h/an) ; forte humidité de l’air (plus de 20 h/jour avec humidité relative > 80 % en hiver), vents forts fréquents. Parallèlement le GIEC normand, un groupe régional d’experts sur le climat, différencie quant à lui, dans une étude de 2020, trois grands types de climats pour la région Normandie, nuancés à une échelle plus fine par les facteurs géographiques locaux. La commune est, selon ce zonage, exposée à un « climat maritime », correspondant au Pays de Caux, frais, humide et pluvieux, légèrement plus frais que dans le Cotentin.
Pour la période 1971-2000, la température annuelle moyenne est de 10,3 °C, avec une amplitude thermique annuelle de 13,5 °C. Le cumul annuel moyen de précipitations est de 865 mm, avec 12,9 jours de précipitations en janvier et 8,5 jours en juillet. Pour la période 1991-2020, la température moyenne annuelle observée sur la station météorologique la plus proche, située sur la commune de Rouen à 17 km à vol d'oiseau, est de 12,6 °C et le cumul annuel moyen de précipitations est de 817,9 mm,. Pour l'avenir, les paramètres climatiques de la commune estimés pour 2050 selon différents scénarios d'émission de gaz à effet de serre sont consultables sur un site dédié publié par Météo-France en novembre 2022.

## Urbanisme

### Typologie
Au 1er janvier 2024, Clères est catégorisée bourg rural, selon la nouvelle grille communale de densité à sept niveaux définie par l'Insee en 2022.
Elle est située hors unité urbaine. Par ailleurs la commune fait partie de l'aire d'attraction de Rouen, dont elle est une commune de la couronne,. Cette aire, qui regroupe 317 communes, est catégorisée dans les aires de 200 000 à moins de 700 000 habitants,.

### Occupation des sols
L'occupation des sols de la commune, telle qu'elle ressort de la base de données européenne d’occupation biophysique des sols Corine Land Cover (CLC), est marquée par l'importance des territoires agricoles (57,1 % en 2018), en diminution par rapport à 1990 (59,9 %). La répartition détaillée en 2018 est la suivante : 
forêts (37,1 %), prairies (29,2 %), terres arables (27,9 %), zones urbanisées (5,9 %). L'évolution de l’occupation des sols de la commune et de ses infrastructures peut être observée sur les différentes représentations cartographiques du territoire : la carte de Cassini (XVIIIe siècle), la carte d'état-major (1820-1866) et les cartes ou photos aériennes de l'IGN pour la période actuelle (1950 à aujourd'hui).

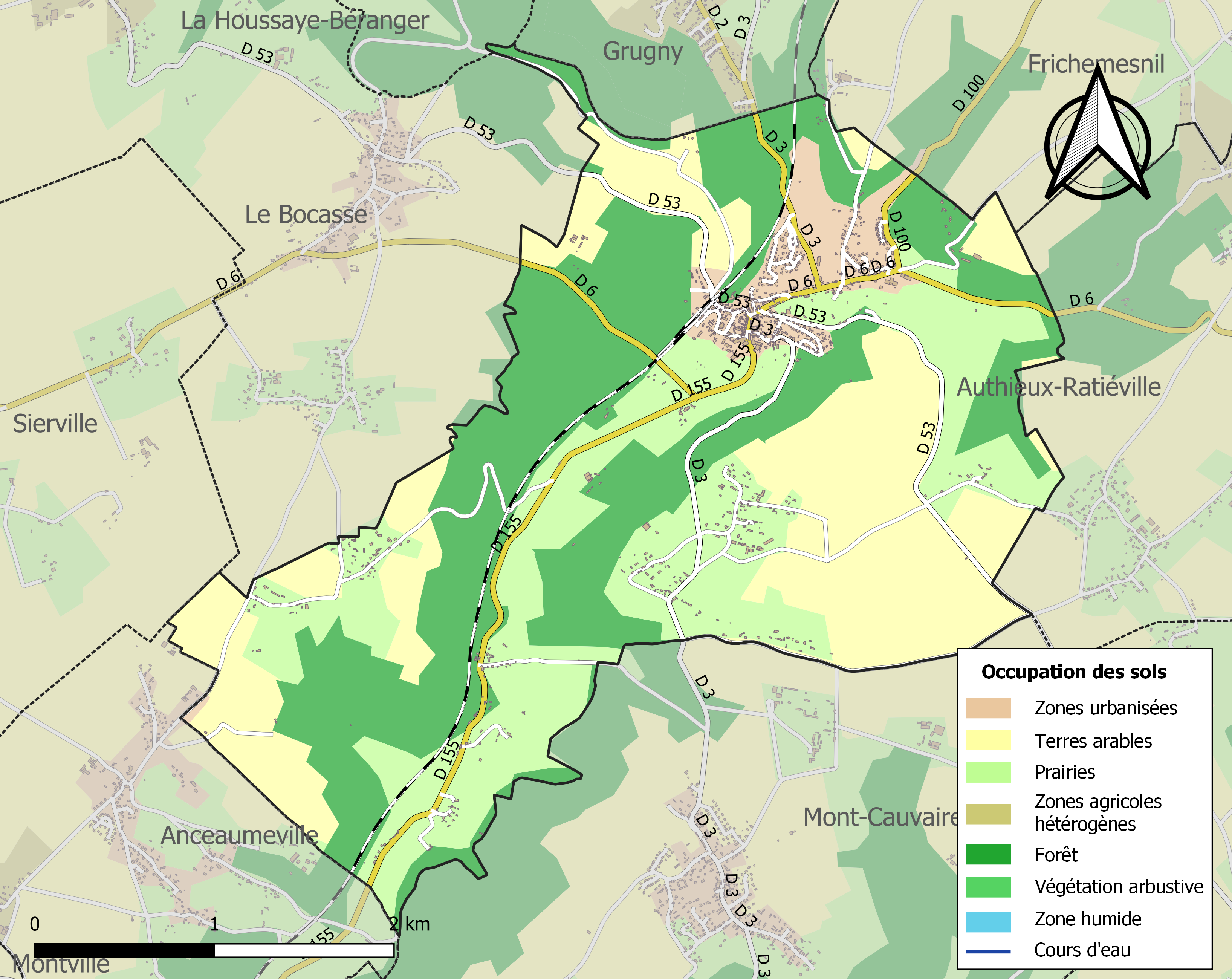
Carte des infrastructures et de l'occupation des sols de la commune en 2018 (CLC).

## Toponymie
Le nom de la localité est attesté sous les formes Clera vers 1050-1066, Clara en 1148 (Archives départementales de la Seine-Maritime, G Chap.), Chastel de Clere en 1386 (Arch. S.-M. 7 H), Bourgage de Clères en 1454 (Arch. S.-M. E Tab. Rouen), Saint Vast de Clere en 1670 (Arch. S.-M. G 8065), Cleres en 1456 (Arch. Nat. P. 305, n. 92, 93).

## Histoire
Moyen Âge
Clères s'est édifiée au IXe siècle autour d'un château fort dont les vestiges sont visibles à proximité immédiate du château actuel, au cœur du parc zoologique de Clères. Auparavant, la population était répartie sur les plateaux dans des hameaux dispersés : la Houssiette, les Marettes, le Mouchel et le Bois Hébert. Le Tôt et Cordelleville étaient autrefois des paroisses puis des communes possédant chacune église et cimetière encore existants de nos jours. Ce n'est qu'en 1823 qu'elles furent réunies à Clères.
Il existait à Clères un prieuré dit de Saint-Sylvestre qui dépendait de l'abbaye de la Sainte-Trinité de Tiron. Sa chapelle a été démolie dans les années 1960 pour faire place à un groupe scolaire.

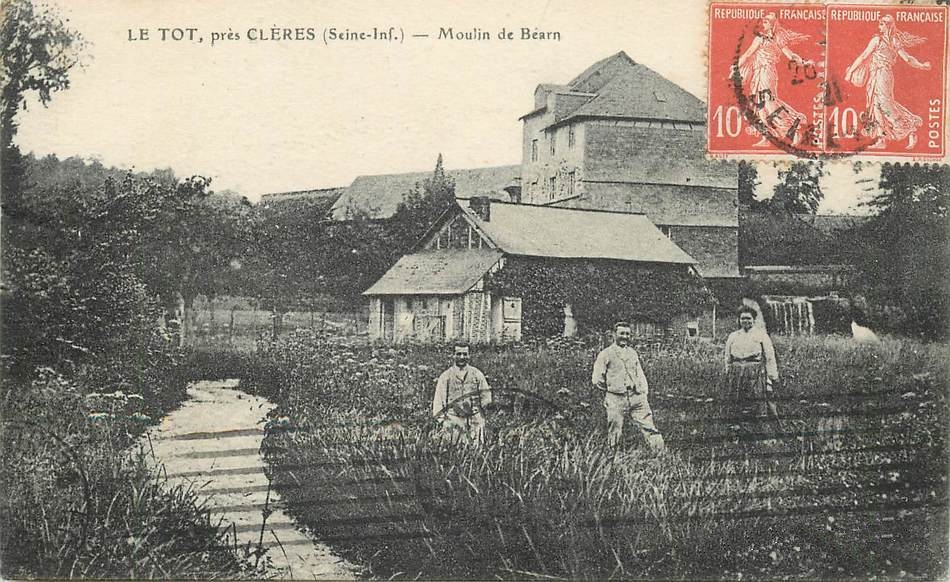
Carte postale du moulin du hameau du Tot.

Époque contemporaine

## Politique et administration

### Liste des maires
| Période                                  | Période                    | Identité             | Étiquette   | Qualité |
| ---------------------------------------- | -------------------------- | -------------------- | ----------- | --- |
| Les données manquantes sont à compléter. |                            |                      |             | |
| 1867                                     | 1898                       | Hippolyte Lemarchand |             | |
| 1901                                     | 1916                       | Louis Duthil         |             | |
| 1921                                     | 1929                       | Raphaël Havé         |             | |
| 1929                                     | 1939                       | Marcel Beaufils      | Républicain | Greffier de la justice de paix |
|                                          |                            | Raymond Lecoq        |             | |
| Les données manquantes sont à compléter. |                            |                      |             | |
| 1962                                     |                            | P. Mauger            |             | |
| mars 1965                                | mars 1971                  | Bernard Layet        |             | Médecin |
| mars 1971                                | mars 1983                  | Jean Joron           |             | |
| Les données manquantes sont à compléter. |                            |                      |             | |
| mars 2001                                | En cours (au 10 août 2020) | Nathalie Thierry     | SE          | Urbaniste Vice-présidente de la CC Inter-Caux-Vexin (2017 → ) Conseillère régionale de Normandie (2015 → ) Réélue pour le mandat 2020-2026, |

### Jumelages
- Goldenstedt (Allemagne) depuis 1989 ;
- Leverkusen (Allemagne) depuis 2000 (via le collège Jean-Delacour).

## Population et société

### Démographie
L'évolution du nombre d'habitants est connue à travers les recensements de la population effectués dans la commune depuis 1793. Pour les communes de moins de 10 000 habitants, une enquête de recensement portant sur toute la population est réalisée tous les cinq ans, les populations de référence des années intermédiaires étant quant à elles estimées par interpolation ou extrapolation. Pour la commune, le premier recensement exhaustif entrant dans le cadre du nouveau dispositif a été réalisé en 2008.

En 2022, la commune comptait 1 380 habitants, en évolution de +1,02 % par rapport à 2016 (Seine-Maritime : +0,35 %, France hors Mayotte : +2,11 %).
| 1793 | 1800 | 1806 | 1821 | 1831 | 1836 | 1841 | 1846 | 1851 |
| ---- | ---- | ---- | ---- | ---- | ---- | ---- | ---- | ---- |
| 560  | 515  | 520  | 511  | 906  | 894  | 871  | 857  | 847  |

| 1856 | 1861 | 1866 | 1872 | 1876 | 1881 | 1886 | 1891 | 1896 |
| ---- | ---- | ---- | ---- | ---- | ---- | ---- | ---- | ---- |
| 831  | 739  | 779  | 765  | 782  | 747  | 788  | 813  | 817  |

| 1901 | 1906 | 1911 | 1921 | 1926 | 1931 | 1936 | 1946 | 1954 |
| ---- | ---- | ---- | ---- | ---- | ---- | ---- | ---- | ---- |
| 770  | 794  | 828  | 756  | 774  | 777  | 809  | 850  | 926  |

| 1962  | 1968  | 1975  | 1982  | 1990  | 1999  | 2006  | 2008  | 2013  |
| ----- | ----- | ----- | ----- | ----- | ----- | ----- | ----- | ----- |
| 1 006 | 1 055 | 1 091 | 1 302 | 1 254 | 1 266 | 1 303 | 1 313 | 1 388 |

| 2018  | 2022  | - | - | - | - | - | - | - |
| ----- | ----- | - | - | - | - | - | - | - |
| 1 372 | 1 380 | - | - | - | - | - | - | - |

## Culture locale et patrimoine

### Lieux et monuments
- Château de Clères, néogothique[29]  Inscrit MH (2017)[30],[31], ancienne demeure de Jean Delacour, ornithologue.
- Halles du XVIIIe siècle[32].
- Parc zoologique de Clères[33] attenant au château.
- L'église Saint-Vaast (XIXe)[34].
- À côté de l'église, la source Saint-Clair, à la vertu légendaire de guérison des maladies des yeux.
- Gare de Clères.

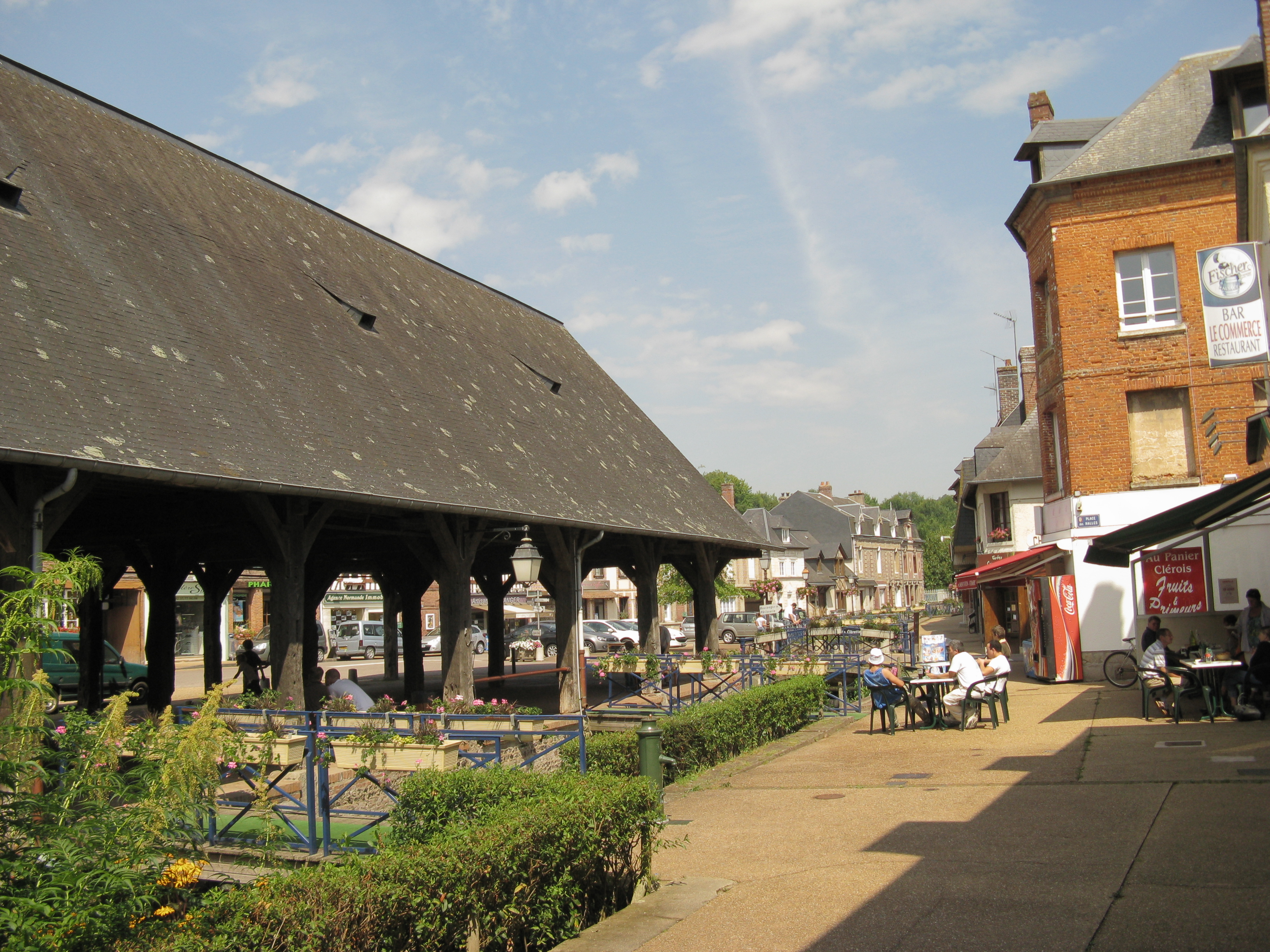
Les halles.
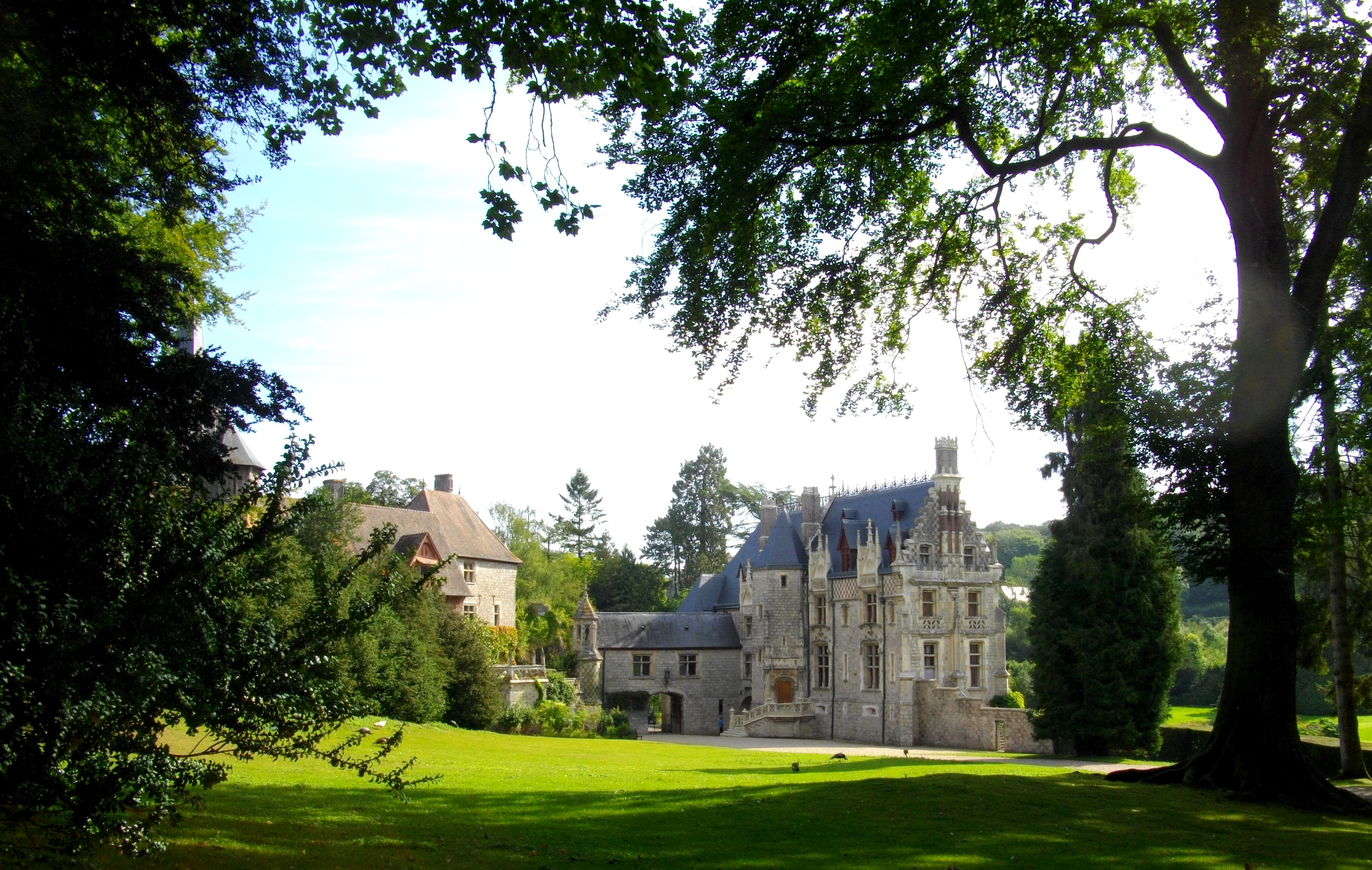
Le château  Inscrit MH (2017).

### Site naturel classé
- Les vieilles halles, le monument aux morts, la maison à pans de bois et l'entrée du parc du château de Clères  Site classé (1934)[35].

### Personnalités liées à la commune
- Eugène Noël (1816-1899), journaliste et écrivain, a vécu au Tôt[36].
- Edmond Spalikowski (1874-1951), historien et poète, mort à Clères. Une rue de la commune porte son nom.
- Jean Delacour (1890-1985), ornithologue, a vécu au château de Clères où il créa le parc zoologique.

### Héraldique
| Armes de Clères | Les armes de la commune de Clères se blasonnent ainsi : D'argent à la bande d’azur diaprée d’or, chargé d’un flamant du même. |